# Naju
Naju is een stad in de Zuid-Koreaanse provincie Jeollanam-do. De stad telt ruim 87.000 inwoners en ligt in het zuiden van het land. Tot 1895 was Naju de hoofdstad van Jeollanam-do. In 1986 werd de stad hernoemd tot Naju. Daarvoor stond de stad bekend als Geumseong.

## Partnersteden
- Kurayoshi, Japan
- Wenatchee, Verenigde Staten
- Isaac, Australië
- Nanchang, China sinds 2007

## Geboren
- Park So-youn (24 oktober 1997), kunstschaatsster